# Bathyphantes paradoxus
Espèce
Bathyphantes paradoxus est une espèce d'araignées aranéomorphes de la famille des Linyphiidae.

## Distribution
Cette espèce est endémique des Samoa. Elle se rencontre sur Upolu.

## Publication originale
- Berland, 1929 : Araignées (Araneida). Insects of Samoa and other Samoan terrestrial Arthropoda. London, vol. 8, p. 35-78.